# Thomas Matthews
Thomas John "Johnnie" Matthews (Kensington, 16 d'agost de 1884 – Ashford, 20 d'octubre de 1969) va ser un ciclista anglès, que va prendre part en els Jocs Intercalats i als Jocs Olímpics de 1908.
Va guanyar la medalla d'or, juntament amb Arthur Rushen, en la prova en tàndem dels Jocs Intercalats a Atenes.